# 2001년 7월
| 2001년: 1월 · 2월 · 3월 · 4월 · 5월 · 6월 · 7월 · 8월 · 9월 · 10월 · 11월 · 12월 |

| <           | 2001년 7월 | 2001년 7월 | 2001년 7월 | 2001년 7월 | 2001년 7월 | >           |
| 일          | 월         | 화         | 수         | 목         | 금         | 토          |
| 1 5.11 을축 | 2 12 병인  | 3 13 정묘  | 4 14 무진  | 5 15 기사  | 6 16 경오  | 7 17 신미   |
| 8 18 임신   | 9 19 계유  | 10 20 갑술 | 11 21 을해 | 12 22 병자 | 13 23 정축 | 14 24 무인  |
| 15 25 기묘  | 16 26 경진 | 17 27 신사 | 18 28 임오 | 19 29 계미 | 20 30 갑신 | 21 6.1 을유 |
| 22 2 병술   | 23 3 정해  | 24 4 무자  | 25 5 기축  | 26 6 경인  | 27 7 신묘  | 28 8 임진   |
| 29 9 계사   | 30 10 갑오 | 31 11 을미 |            |            |            |             |

| 편집하기 |

## 2001년7월 15일
- 집중호우로 서울 지하철 7호선 강남구청역부터 고속터미널역까지 5개역이 침수로 17일까지 운행이 중단되다.

## 2001년7월 13일
- 2008년 하계 올림픽 개최지로 중국의 베이징이 선정되다.